# 布默鎮區 (愛荷華州波特瓦特米縣)
布默鎮區（英語：Boomer Township）是位於美國愛荷華州波特瓦特米縣的一個行政鎮區。

## 地方資料
根據2010年美國人口普查的數據，布默鎮區的面積為92.28平方千米，當中陸地面積為91.82平方千米，而水域面積為0.46平方千米。當地共有人口681人，而人口密度為每平方千米7.38人。